# Sigurd Raschèr
Sigurd Manfred Raschèr (pronunciado 'Rah-sher') (15 de mayo de 1907 - 25 de febrero de 2001) fue un saxofonista estadounidense de origen alemán. Se convirtió en una figura importante en el desarrollo del repertorio del siglo XX para el saxofón clásico.

## Primeros años
Sigurd Raschèr nació en Elberfeld, Alemania (ahora parte de Wuppertal) donde su padre, Hans August Raschèr (1880-1952), fue temporalmente asignado como médico militar. Su escolaridad comenzó en Arlesheim, Suiza y continuó en Stuttgart donde se graduó de la primera Waldorfschule. Después de haber tocado el piano durante un tiempo, decidió estudiar clarinete con Philipp Dreisbach en la Hochschule für Musik de Stuttgart.

## Carrera en Europa
En 1930, Raschèr se mudó a Berlín, donde fue llamado cuando se necesitaba un saxofonista para actuar en la Filarmónica. Aquí fue donde conoció al compositor y director de orquesta Edmund von Borck, quien le compuso un concierto en 1931. Borck's Concerto, op. 6 para Saxophone and Orchestra fue elegida para su presentación en el German General Composers Festival en Hanover,en Alemania, el 3 de octubre de 1932, La obra fue un éxito. En el verano del mismo año, Raschèr volvió a interpretar el concierto de Borck en Estrasburgo en la Conferencia de trabajo de músicos internacionales de Hermann Scherchen, y en 1935 actuó con el Concertgebouw de Ámsterdam bajo la batuta de Eduard van Beinum.
Cuando Hitler subió al poder en 1933, el amigo de Raschèr, Johan Bentzon, a quien había conocido en Estrasburgo, lo invitó a Copenhague, Dinamarca, donde Raschèr luego enseñó en el Real Conservatorio Danés y también en Malmö, Suecia. Se siguieron giras de conciertos por toda Europa (por ejemplo, Noruega, Italia, España, Polonia, Inglaterra y Hungría, etc.) con la excepción de Alemania. En 1938 visitó Australia y en 1939 se mudó a los Estados Unidos.

## Carrera en los Estados Unidos
Raschèr llegó a los Estados Unidos en 1939 e hizo su debut con la Orquesta Sinfónica de Boston dirigida por Serge Koussevitzky el 20 de octubre de 1939. El 11 de noviembre del mismo año, fue un solista destacado en el Carnegie Hall con la Filarmónica de Nueva York bajo la dirección de Sir John Barbirolli. Fue el primer saxofonista en presentarse como solista en un concierto de suscripción con ambas orquestas.
Su carrera continuó con apariciones individuales en Washington D. C. y en la Ciudad de Nueva York en la primavera de 1940, en donde Arturo Toscanini asistió y acto seguido abrazó a Rascher. Con la guerra inminente en Europa, no pudo regresar a Alemania. El 4 de noviembre de 1941, su esposa Ann Mari, de ascendencia sueca, se unió a él en los Estados Unidos, donde establecieron su hogar en una pequeña granja en la localidad rural de Shushan, en el norte de Nueva York, donde residirían durante casi 60 años.
A pesar de que nació en Alemania, la publicidad de la década de 1940 a menudo se refiere a Raschèr como procedente de Suecia. Esto reflejaba tanto su desagrado por el régimen de Hitler como su reacción ante la sospecha estadounidense durante ese tiempo de todas las cosas alemanas. Su carrera internacional como solista y su capacidad de obtener residencia y ciudadanía en muchos países podrían haber sido dañados o destruidos si surgiera alguna sospecha sobre su origen.
Después de que la Segunda Guerra Mundial terminara en 1945, Raschèr fue invitado a dar conciertos en Europa nuevamente, donde viajó durante meses y tocó como solista con muchas orquestas. A medida que creció la reputación de Raschèr en los Estados Unidos, también realizó muchos conciertos de orquesta como solista, así como con varias bandas universitarias.
Raschèr llegó a actuar como solista con más de 250 orquestas y conjuntos de viento en todo el mundo, incluidos conciertos en Europa, Asia, Australia, Canadá y los Estados Unidos.
En su última actuación como solista de saxofón tocó el Concierto para saxofón (A. Glazunov) con la Sinfónica de Vermont en 1977, en vísperas de su 70 cumpleaños. Murió en Shushan, Nueva York en 2001, a los 93 años.

## Relación con los compositores y estrenos de obras importantes
Durante la vida de Raschèr, 208 obras para saxofón fueron dedicadas a él, muchas de las cuales se cuentan entre las obras más importantes del siglo XX para el saxofón clásico.
"A lo largo de las décadas centrales del siglo XX, una preponderancia del nuevo y significativo repertorio de saxofón aparecería con la familiar dedicación a Sigurd M. Raschèr, el resultado no solo de su continuo compromiso de motivar a algunos de los mejores compositores del mundo, pero también en parte el resultado de verdaderas amistades íntimas que desarrolló con tantos. Entre ellos se encontraban Larsson, Glaser y von Koch en Suecia, Jacobi, Dressel, von Knorr y Hindemith en Alemania, Haba, Macha y Reiner en Checoslovaquia; Benson, Brant, Cowell, Dahl, Erickson, Husa y Hartley en los Estados Unidos. Y no es sin importancia que entre todas las piezas escritas para él y dedicadas a él durante su vida, ninguna fue encargada. Él inspiró nueva música, él nunca necesitó comprarlo". Las obras dedicadas a Raschèr incluyen:
- Edmund von Borck: Konzert für Alt-Saxophon und Orchester, op. 6, 1932
- Warren Benson: Concertino para Alto Saxophone y Wind Ensemble (u Orquesta, o Piano), 1955
- Henry Brant: Concierto para Alto Saxofón y Orquesta, 1941
- Eric Coates: Saxo-Rhapsody, 1936
- Henry Cowell: Air and Scherzo para Alto Saxophone y Small Orchestra (o Piano), 1961
- Ingolf Dahl: Concierto para alto saxofón y conjunto de viento, 1949
- Werner Wolf Glaser: Allegro, Cadenza e Adagio para Alto Saxophone y Piano, 1950
- Alexander Glazunov: Concierto para saxofón en Eb Major, op.109, 1934
- Alois Hába: Suite para Saxofón-Solo, Op.99, 1968
- Walter Hartley: Octeto para Saxofones, 1975
- Paul Hindemith: Konzertstück für Zwei Altsaxophone, 1933
- Alan Hovhaness: Mundo bajo el mar para Alto Saxofón, Arpa, Timpani, Vibráfono y Gong, 1954
- Karel Husa: Elegie et Rondeau para Alto Saxophone y Piano, 1960
- Jacques Ibert: Concertino da camera pour saxophone alto et onze instruments, 1935
- Erland von Koch: Concierto para alto saxofón y orquesta, 1959
- Lars Erik Larsson: Konsert para Saxophon och Stråkorkester, 1934
- Frank Martin: Ballade para Alto Saxofón, Orquesta de cuerdas, Piano y Timpani, 1938
- Slavko Osterc: Sonata para Alto Saxophone y Piano, 1935
- William Grant Still: Romance para el saxofón y la orquesta del alto, 1954
- Viktor Ullmann: Slavische Rhapsodie für Orchestre und Saxophon, 1940
- Maurice Whitney: Introducción y Samba para Alto Saxofón y Banda (Orquesta o Piano), 1951
- Carl Anton Wirth: Concierto Idlewood, 1954